# Múscul oblic superior de l'ull
El múscul oblic superior de l'ull (musculus obliquus superior bulbi) o múscul oblic major de l'ull, i és un de sis músculs que controlen el moviment del globus ocular. S'estén des del vèrtex de l'òrbita fins a la part posterior i externa de l'ull.
Neix a la part posterior de l'òrbita, des d'on es dirigeix obliquament cap endavant. Abans d'arribar al vorell orbitari, s'introdueix en un anell cartilaginós, la tròclea del múscul oblic superior de l'ull, que és una mena de politja anatòmica. En sortir de la tròclea, canvia de direcció, envolta la part superior de l'ull i va a fixar-se en la porció superior i externa de la meitat posterior del globus ocular. Un dels seus extrems que està en el fons de la cavitat orbiatoria, continua cap endavant, passa per una nansa fibrosa que es troba en un angle interior del globus ocular, retorna cap a l'ull i s'insereix en la part exterosuperior d'aquest.
El nervi troclear innerva al múscul oblic superior, que rota l'ull cap avall i lateralment.

## Imatges
- Moviment ocular del múscul recte extern de l'ull, vista superior
- Moviment ocular del múscul recte intern de l'ull, vista superior
- Moviment ocular del múscul recte inferior de l'ull, vista superior
- Moviment ocular del múscul recte superior de l'ull, vista superior
- Moviment ocular del múscul oblic superior de l'ull, vista superior
- Moviment ocular del múscul oblic inferior de l'ull, vista superior
- Vista anterior del globus ocular amb els diferents músculs rectes.